# Rouse Garden
Rouse Garden（ラウズガーデン）は東京を拠点に活動する日本の4人組ロックバンドである。所属事務所はFAITH MUSIC ENTERTAINMENT。略称は「ラウズ」。
2002年、D.I.Oの名前で結成され、2005年に現在の名前に改称。その後自主制作CD1枚を経て2007年4月FAITH RECORDSよりミニアルバム『追憶の庭』を発売。

## 概要
- 2008年にBs坂内が加入。
- Gt永高とBs坂内は長野県出身であるので、長野県でのライブ活動も開催している。
- Rouseとは「覚醒」「目覚める」といった意味の英語だと説明されている。[1]
- プロデューサーは元freedom suite・benzoのメンバーでサニーデイ・サービスなどのサポートキーボード奏者でもある高野勲。
- 2010年、坂内と山田が脱退。高嶋と仲沢が加入。現編成となる。

## ディスコグラフィー

### アルバム
- 追憶の庭（2007.4.25）
- 不器用な愛（2008.9.3）
- そこにあるひかり (2011.2.12)